# Marcelino Camacho
Marcelino Camacho Abad (La Rasa, Soria, 21 de enero de 1918-Madrid, 29 de octubre de 2010) fue un destacado sindicalista y político español. Fue fundador y primer secretario general de Comisiones Obreras (CC. OO.) entre 1976 y 1987, y diputado comunista por Madrid entre 1977 y 1981.

## Biografía

### Guerra y exilio
El 2 de febrero de 1935 se afilió al Partido Comunista de España (PCE) y posteriormente a la Unión General de Trabajadores, a la que también perteneció su padre, guardagujas en la estación de Osma-La Rasa (Soria). Tras el golpe de Estado militar, junto a otros ferroviarios cortó las vías del tren para impedir el avance franquista. Cruzó andando la sierra de Guadarrama para unirse al bando republicano en el que luchó durante la guerra civil española (1936-39). En los últimos días de la guerra fue encarcelado por la Junta de Casado (gobierno que pactó la entrega de Madrid a Franco). Se escapó, estuvo unos meses en la clandestinidad y fue denunciado por alguien que le reconoció. Fue juzgado por ir voluntario a defender la República y condenado a trabajos forzados en diferentes campos, para terminar finalmente en Tánger.
En 1944 se fuga del campo y se marcha al exilio a Orán (Argelia). Al pasar la frontera del entonces Marruecos francés, fue detenido por la policía francesa y conducido a Orán, una ciudad que entonces tenía una enorme colonia de inmigrantes españoles. Algunos se encontraban desde antes de los años treinta desplazados por motivos económicos y otros eran refugiados políticos republicanos emigrados tras la guerra civil (los últimos barcos con exiliados republicanos salidos del puerto de Alicante días antes del fin de la guerra se dirigirían precisamente a esta ciudad). Entre los exiliados que reclamaron y consiguieron su libertad estaba Josefina Samper (Fondón, Almería, 1927-Madrid, 2018), con la que se casaría el 22 de diciembre de 1948.

### Lucha sindical y oposición antifranquista
En 1957, tras ser indultado, regresó a España para desempeñar su profesión de obrero metalúrgico en Perkins Hispania. Fue elegido representante de los trabajadores de su empresa y fue uno de los impulsores de Comisiones Obreras (CCOO), sindicato de clase y de inspiración comunista infiltrado en los sindicatos verticales del régimen franquista. Por sus actividades sindicales y políticas fue encarcelado en 1967, pasando nueve años en la cárcel de Carabanchel aunque con un intervalo de más de un año en la prisión provincial de Soria entre 1968 y 1969 —en la que estuvo en huelga de hambre durante diez días—. A la salida de la prisión, el líder soriano anunciaría: «ni nos domaron, ni nos doblegaron, ni nos van a domesticar». Salió indultado tras el Proceso 1001, en el que la dictadura juzgó a los principales dirigentes de CCOO a finales de 1973.

### Dirigente de CCOO y del PCE
En 1976 las Comisiones Obreras se constituyen en confederación sindical y Marcelino Camacho es elegido secretario general. En ese momento ya era miembro del Comité Central del Partido Comunista de España (PCE). Fue elegido diputado por Madrid en las elecciones generales españolas de 1977 y reelegido en las elecciones de 1979. Dimitió como diputado por desacuerdo con las normas laborales que aprobó el Parlamento con el apoyo del PCE.
Dirigió CCOO hasta 1987, siendo reelegido por abrumadora mayoría en los cuatro primeros congresos del sindicato. En este periodo Comisiones Obreras se convirtió en la primera central sindical española. Tuvo una destacada presencia en las movilizaciones contra la OTAN de 1986 y en las estudiantiles del curso 86/87. En 1987 pasó a ocupar el cargo honorífico de Presidente, al ser sustituido en el cargo de secretario general por Antonio Gutiérrez. Desde antes del 5.º Congreso (1991) mantuvo enfrentamientos con la dirección encabezada por Gutiérrez (favorable al pacto social o a la disolución del PCE en Izquierda Unida), lo que culminó con su "no elección" como Presidente por parte de la "mayoría" alejada del PCE y más próxima al PSOE. En el 6.º Congreso (1996) el sector mayoritario oficialista votó en contra de la candidatura a presidente, para el que el Sector Crítico había propuesto a Marcelino Camacho, por 366 votos a favor, 571 en contra, 43 abstenciones, 12 en blanco y 3 nulos.
Camacho mantuvo su afiliación a CCOO en la federación de Pensionistas. Hasta su muerte continuó siendo militante del PCE y miembro de su Comité Federal, así como afiliado de Izquierda Unida (IU). Su carné de miembro de CCOO era el n.º 1.

### Reconocimiento social

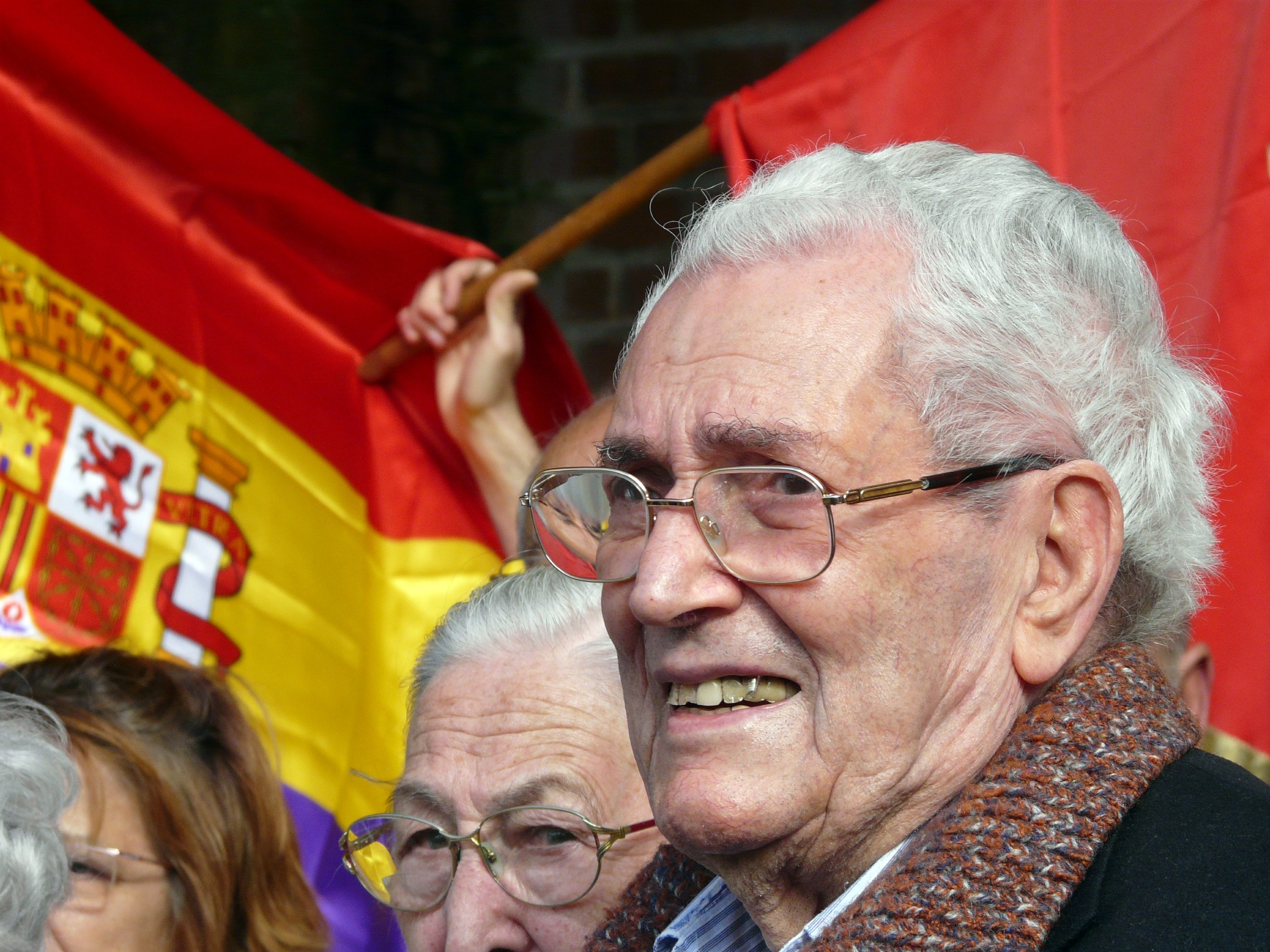
Marcelino Camacho en el año 2008 en la cárcel de Carabanchel, donde se descubrió una placa en recuerdo de los presos políticos durante la dictadura

Recibió la Medalla al Mérito Constitucional de manos del Rey Juan Carlos I, una orden civil española creada por el gobierno de Felipe González en la III Legislatura mediante Real Decreto de 18 de noviembre de 1988, concedida a «aquellas personas que hayan realizado actividades relevantes al servicio de la Constitución y de los valores y principios en ella establecidos».
Tenía dos hijos, Yenia y Marcel. Hasta su fallecimiento residió junto con su esposa en un inmueble situado en la localidad madrileña de Majadahonda, tras verse obligado a abandonar su domicilio de siempre en el barrio de Carabanchel de Madrid, donde había vivido toda su vida, por carecer de ascensor.
Publicó sus memorias en Confieso que he luchado (1990), con prólogo de Manuel Vázquez Montalbán.
El 28 de noviembre de 2007, le fue rendido un homenaje en el Palacio de Exposiciones y Congresos de Madrid por parte del mundo político y sindical con el título de Marcelino: historia de un compromiso, con la presencia del presidente del Gobierno José Luis Rodríguez Zapatero, junto a miembros del PP, PSOE, IU y PCE, de los sindicatos UGT y USO, de la patronal CEOE y del mundo de la cultura. Entre ellos, la actriz Aitana Sánchez Gijón, que presentó el acto, los secretarios generales de CCOO, José María Fidalgo, y de UGT, Cándido Méndez, y el anterior presidente de CEOE, José María Cuevas. También actuaron José Antonio Labordeta y Luis Pastor, poesía recitada por Pilar Bardem y Núria Espert, y el escritor José Saramago le envió un mensaje, que leyó Sánchez Gijón. Él, una vez más al finalizar el acto, cantó La Internacional y sus breves palabras fueron para recordar su lema «¡Ni nos domaron, ni nos doblaron, ni nos van a domesticar!».
Posteriormente el 28 de marzo de 2008 CCOO le rindió otro homenaje, está vez más informal, con presencia de los afiliados en el Auditorio de CCOO de Madrid, bautizado desde ese momento con su nombre, con una gran afluencia de público. Este acto fue presentado por El Gran Wyoming y contó con las actuaciones e intervenciones de la novelista Marta Sanz, el poeta Carlos Álvarez, los cantautores José María Alfaya, Luis Felipe Barrio, Matías Ávalos y Quintín Cabrera, el novelista Isaac Rosa, la escritora Almudena Grandes y el poeta Luis García Montero. El acto se abrió con la Banda Sinfónica de CCOO tocando La Internacional. En el momento de la intervención de Marcelino, los miembros de la UJCE presentes desplegaron una pancarta con el lema «Con tu ejemplo de lucha, ¡gracias, camarada!». El acto finalizó con la actuación del Coro de la Unión de Actores y con el público cantando de nuevo, a capela, La Internacional.
Fue investido doctor honoris causa por la Universidad Politécnica de Valencia en 2001 y por la Universidad de Cádiz en 2008.
Muerte.
Marcelino Camacho falleció el 29 de octubre de 2010 a la 1:30 horas de la madrugada en un hospital de Madrid tras una larga enfermedad. Esta enterrado en el Cementerio civil de Madrid con su esposa que falleció después de 8 años.
Marcelino Camacho dio nombre a un paseo en el que fue su barrio, Carabanchel, una placa instalada por el Ayuntamiento de Madrid en aplicación de la Ley de Memoria Histórica el 11 de mayo de 2018. Cientos de personas, entre las que se encontraban los hijos de Camacho y Josefina Samper, Marcel y Yenia, se dieron cita en el paseo hasta entonces dedicado al general franquista responsable de la División Azul, Agustín Muñoz Grandes.